# Рио Кањас Абахо (Порторико)
Рио Кањас Абахо (шп. Río Cañas Abajo) град је у америчкој острвској територији Порторико, острвској држави Кариба.

## Демографија
По попису из 2010. године број становника је 1.038, што је 147 (-12,4%) становника мање него 2000. године.
| Група             | 2000.         | 2010.         |
| Белци             | 0 (0,0%)      | 1 (0,1%)      |
| Афроамериканци    | 79 (6,7%)     | 97 (9,3%)     |
| Азијати           | 0 (0,0%)      | 0 (0,0%)      |
| Хиспаноамериканци | 1.184 (99,9%) | 1.037 (99,9%) |
| Укупно            | 1.185         | 1.038         |